# Neobythites ocellatus
Neobythites ocellatus är en fiskart som beskrevs av Günther, 1887. Neobythites ocellatus ingår i släktet Neobythites och familjen Ophidiidae. Inga underarter finns listade i Catalogue of Life.